# Akira Schmid
Akira Schmid (* 12. Mai 2000 in Bern) ist ein Schweizer Eishockeytorhüter, der seit Juni 2024 bei den Vegas Golden Knights in der National Hockey League (NHL) unter Vertrag steht. Schmid wurde von den New Jersey Devils im NHL Entry Draft 2018 in der fünften Runde ausgewählt, für die er anschließend drei Jahre aktiv war. Mit der Schweizer Nationalmannschaft gewann er bei der Weltmeisterschaft 2024 die Silbermedaille.

## Karriere
Schmid entstammt dem Nachwuchs des SC Langnau und spielte dort bis zu den Elite-A-Junioren in der Saison 2017/18. In derselben Spielzeit kam er auf Leihbasis auch zu ersten Einsätzen beim EHC Thun in der drittklassigen MySports League und vertrat seinen Stammverein im Rahmen der Playouts der National League in seiner ersten Begegnung als Profi, die er sogleich siegreich beendete und mit dem Verein die Klasse hielt.

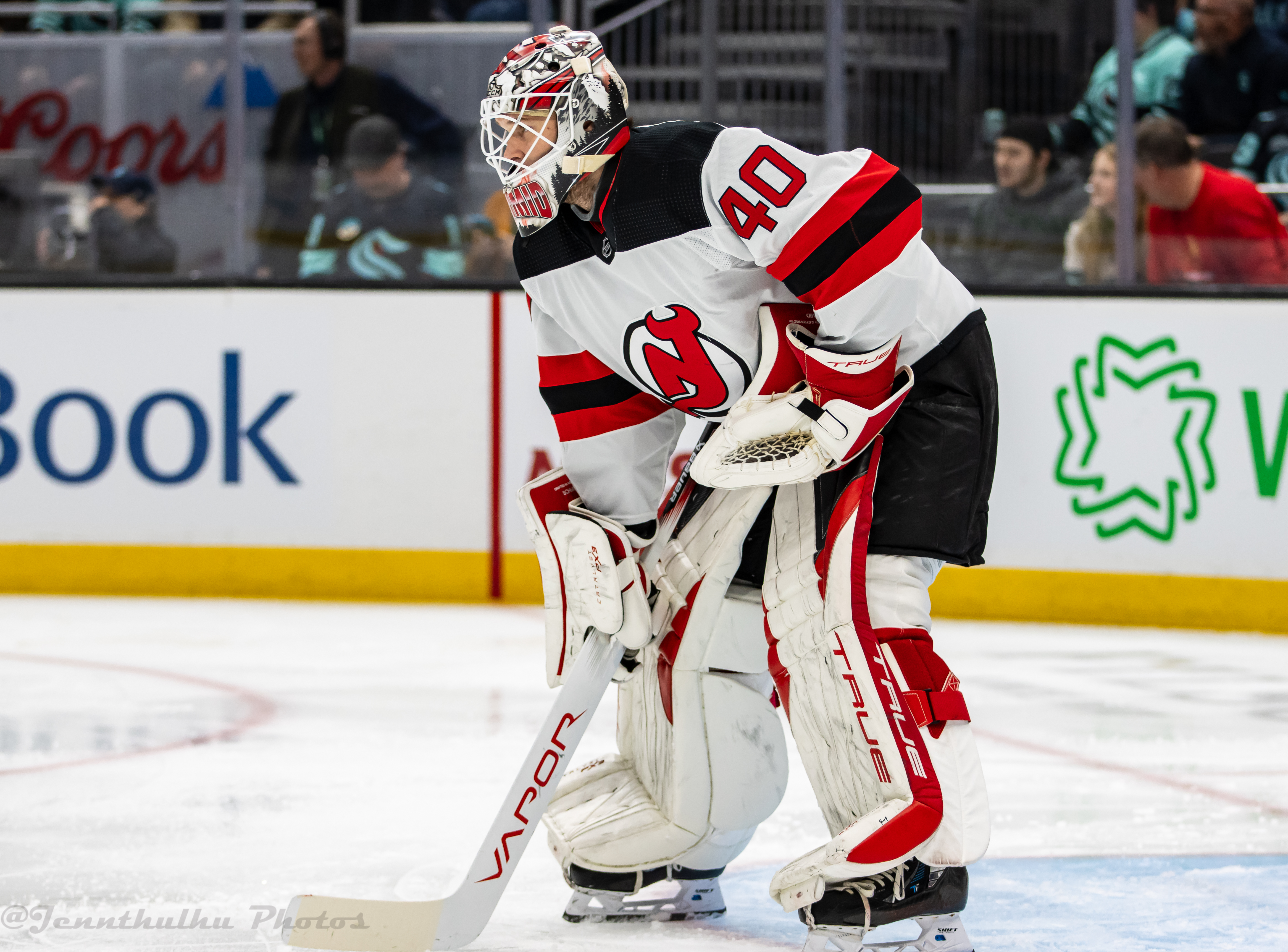
Schmid im Trikot der New Jersey Devils (2023)

Nachdem der Torhüter im CHL Import Draft 2018 von den Lethbridge Hurricanes aus der Western Hockey League (WHL) ausgewählt worden war, schloss er sich zum Beginn der Saison 2018/19 dem kanadischen Juniorenteam an, das er jedoch nach nur einem Einsatz bereits im Oktober 2018 wieder verliess. Schmid verblieb jedoch in Nordamerika und wechselte zunächst in die US-amerikanische Juniorenliga North American Hockey League (NAHL) und dann in die United States Hockey League (USHL). Nach zwei Spielen für die Corpus Christi IceRays in der NAHL stand der Schweizer ab November 2018 für die Omaha Lancers in der USHL auf dem Eis. Trotz seinem späten Einstieg in den Spielbetrieb schaffte er es, zum Saisonende ins Third All-Star Team der Liga berufen zu werden, nachdem er in der regulären Saison die höchste Fangquote unter allen Torhütern vorgewiesen hatte. Vor dem Spieljahr 2019/20 wechselte der Schlussmann innerhalb der Liga zu den Sioux City Musketeers, bei denen er seine letzten beiden Jahre im Juniorenbereich verbrachte. Zum Abschluss wurde er am Ende der Saison 2020/21 als Torhüter des Jahres ausgezeichnet und ins First All-Star Team berufen. Wie bereits vor zwei Jahren hatte er in der regulären Saison die höchste Fangquote und zudem den geringsten Gegentorschnitt erreicht.
Im Mai 2021 erhielt Schmid einen Einstiegsvertrag bei den New Jersey Devils aus der National Hockey League (NHL), die ihn bereits im NHL Entry Draft 2018 in der fünften Runde an 136. Stelle ausgewählt hatten. In der Organisation New Jerseys wurde der Torhüter zunächst in deren Farmteam, den Utica Comets, in der American Hockey League (AHL) eingesetzt. Zu seinem NHL-Debüt kam er im Dezember 2021. Am Ende der Saison 2021/22 hatte Schmid sechs NHL-Partien absolviert, während er in der AHL zu 39 Spielen gekommen war. In der Saison 2022/23 avancierte der 22-Jährige zum Ende der Spielzeit zu einer ernstzunehmenden Alternative, da sich die etatmässigen Torhüter Vítek Vaněček und Mackenzie Blackwood im Formtief befanden. Im Verlauf der Stanley-Cup-Playoffs 2023 kam er als gleichberechtigte Nummer 1 neben Vaněček zu neun Einsätzen. In der Saison 2023/24 pendelte Schmid aber weiterhin zwischen den NHL- und AHL-Aufgeboten der Devils und Comets.
Nach drei Jahren bei den Devils wurde Schmid im Juni 2024 samt Alexander Holtz an die Vegas Golden Knights abgegeben, während Paul Cotter und ein Drittrunden-Wahlrecht im NHL Entry Draft 2025 nach New Jersey wechselten.

### International
Schmid kam ab der Saison 2015/16 für die Junioren-Nationalteams der Swiss Ice Hockey Federation zu Einsätzen. In der Folge bestritt er mit der U18-Junioren-Weltmeisterschaft 2017 sein erstes grosses, internationales Turnier. Danach bestritt der Torhüter das Ivan Hlinka Memorial Tournament 2017 sowie die World Junior A Challenge 2017, ehe er erneut bei der U18-Junioren-Weltmeisterschaft 2018 zum Schweizer Aufgebot gehörte. Hinter Luca Hollenstein fungierte er als Ersatzmann. Des Weiteren stand der Torhüter für die Schweizer U20-Nati bei der U20-Junioren-Weltmeisterschaft 2019 zwischen den Pfosten, war hinter Hollenstein aber erneut nur zweite Wahl. Ebenso gehörte Schmid zum U20-Kader bei den Weltmeisterschaften der Jahre 2018 und 2020, blieb dabei aber ohne Einsatzminuten.
Sein Debüt in der A-Nationalmannschaft feierte Schmid im Rahmen der Weltmeisterschaft 2024, bei der er als Ersatzmann von Leonardo Genoni zu drei Einsätzen in der Vorrunde kam. Diese konnte er allesamt gewinnen. Mit der Mannschaft gewann er am Turnierende die Silbermedaille.

## Erfolge und Auszeichnungen
- 2019 USHL Third All-Star Team
- 2021 USHL Goaltender of the Year
- 2021 USHL First All-Star Team

### International
- 2024 Silbermedaille bei der Weltmeisterschaft

## Karrierestatistik
Stand: Ende der Saison 2024/25

### International
Vertrat die Schweiz bei:
| - U18-Junioren-Weltmeisterschaft 2017 - Ivan Hlinka Memorial Tournament 2017 - World Junior A Challenge 2017 - U20-Junioren-Weltmeisterschaft 2018 | - U18-Junioren-Weltmeisterschaft 2018 - U20-Junioren-Weltmeisterschaft 2019 - U20-Junioren-Weltmeisterschaft 2020 - Weltmeisterschaft 2024 |

(Legende zur Torhüterstatistik: GP oder Sp = Spiele insgesamt; W oder S = Siege; L oder N = Niederlagen; T oder U oder OT = Unentschieden oder Overtime- bzw. Shootout-Niederlage; Min. = Minuten; SOG oder SaT = Schüsse aufs Tor; GA oder GT = Gegentore; SO = Shutouts; GAA oder GTS = Gegentorschnitt; Sv% oder SVS% = Fangquote; EN = Empty Net Goal; 1 Play-downs/Relegation; Kursiv: Statistik nicht vollständig)